# Bedford (Texas)
Pour les articles homonymes, voir Bedford.
La ville de Bedford est située dans le comté de Tarrant, dans l’État du Texas, aux États-Unis, entre Dallas et Fort Worth. Sa population s’élevait à 46 979 habitants lors du recensement de 2010, estimée à 49 528 habitants en 2016.
Bedford est entourée des villes de Colleyville au nord, North Richland Hills à l'ouest, Hurst au sud et Euless à l'est.

## Source
- (en) Cet article est partiellement ou en totalité issu de l’article de Wikipédia en anglais intitulé « Bedford, Texas » (voir la liste des auteurs).